# Le Theil, Allier
Le Theil là một xã ở tỉnh Allier thuộc miền trung nước Pháp.